# El Horizonte (Chiapas)
El Horizonte es una localidad del estado mexicano de Chiapas. Es parte del municipio de Chiapa de Corzo.

## Demografía
| Gráfica de evolución demográfica |
|                                  |

| Censo | Población |
| ----- | --------- |
| 1950  | 225       |
| 1960  | 214       |
| 1970  | 144       |
| 1980  | 390       |
| 1990  | 529       |
| 2000  | 784       |
| 2010  | 998       |
| 2020  | 1 421     |